# Соболенко, Роман Карпович
Рома́н Ка́рпович Соболе́нко (бел. Раман Карпавіч Сабаленка; 15 октября 1907, Соболи, ныне — Брагинский район Гомельской области) — 13 мая 1975, Минск) — белорусский советский писатель, поэт, прозаик, публицист.

## Биография
Родился в крестьянской семье. В 1929 году окончил Гомельский педагогический техникум. В 1929—1931 гг. служил в Красной Армии. 
После демобилизации работал стильредактором в газете «Палеская праўда». Первое стихотворение опубликовал в газете «Звязда». Писал статьи в гомельскую крестьянскую газету «Новая деревня».
В 1933—1935 гг. учился на вечернем отделении Гомельского педагогического института. 
Член Союза писателей БССР с 1939 года. 
С началом войны мобилизован в армию, воевал на Калининском фронте; заместитель командира роты. 
Направлен в армию, воевал на 2-м Прибалтийском фронте. В 1945—1953 гг. работал заведующим отделом культуры, заместителем главного редактора барановичской областной газеты «Чырвоная звязда».
В 1953 году переехал в Минск, где работал в редакциях газеты «Калгасная праўда» и журнала «Маладосць». В 1957—1966 гг. заместитель главного редактора еженедельника «Літаратура і мастацтва».
Награждён орденами Трудового Красного Знамени, Красной Звезды, медалью «За трудовое отличие» (25.02.1955) и медалями.
Похоронен на кладбище в Заславле.

## Творчество
Дебютировал стихотворением в 1927 году (газета «Звязда»). В 1935 году опубликовал поэму «Брагінь» (журнал «Полымя»). Издал сборники стихов «З родных крыніц» (1950) и «Мая эстафета» (1954). Автор сборников повестей и рассказов «Жменя зярнят» (рассказы и очерки, 1957), "Сустрэчы (1958), «Юнацтва ў дарозе» (1958), «Блакітнае ззянне» (1959), «Каралінцы» (1960), «Іду ў жыццё» (1961), «З пройдзеных дарог» (1962), «Паляўнічыя боты» (юмористические рассказы, 1962), «Незамужняя ўдава. Былое застаецца ў сэрцы» (1965), «Пад дажджом і сонцам» (рассказы, портреты, 1966), «Спатканне пасля разлукі» (1971), «Роздум у дарозе» (1973), книги очерков о деятелях белорусской литературы и культуры «Колерамі вясёлкі» (1975). Повести «Юнацтва ў дарозе», «Выпрабаванне сталасці» («Іду ў жыццё») и «Былое застаецца ў сэрцы» составили трилогию «Іду ў жыццё». Вышли «Избранные произведения» в 2 томах (1967—1968), «Выбранае» (1977), «Творы» (1983).

## Награды
Награждён орденами Трудового Красного Знамени, Красной Звезды, медалью «За трудовое отличие» (25.02.1955) и медалями.

## Память
- Именем Р. К. Соболенко названа одна из улиц в Брагине и Речице.
- 1 июля 2025 года на здании редакции газеты «Гомельская праўда» (Гомель, ул. Полесская, 17а) торжественно открыта памятная доска в честь писателей, поэтов и журналистов, творческая судьба которых связана с данным изданием: Иван Шамякин, Роман Соболенко, Павлюк Трус, Анатолий Гречаников, Павел Пронузо, Михась Даниленко, Александр Капустин, Микола Метлицкий[1][2].